# Мост Олджиати
Мост Олджиати — мост через реку Теннесси в городе Чаттануга (штат Теннесси, США).

## Описание
Чаттануга была быстрорастущим городом в 1950-х годах. Чтобы расширить город и позволить большему количеству транспорта пересечь реку Теннесси было решено возвести несколько новых мостовых сооружений. Мост Олджиати, также называемый Ol' Johnny, представляет собой стальной балочный мост через реку Теннесси в Чаттануге, штат Теннесси, построенный в 1959 году. Он назван в честь бывшего мэра города — Питера Олджиати. По мосту проходит скоростное шоссе US 27.
В городе к тому моменту было возведено несколько мостов мост на Уолнат-стрит, мост на Маркет-стрит, мемориальный мост Ветеранов и мост Уилкса Т. Трэшера.

## История
За несколько лет до того, как идея моста Олджати стала предметом обсуждения общественности, в 1955 году был построен мост Уилкса Т. Трэшера, чтобы обеспечить возможность без заторов пересекать через реку Теннесси. Питер Рудольф Олджати, родившийся в 1901 году в штате Теннесси, был назначен в городскую комиссию на неопределенный срок, а затем стал мэром Чаттануги, пробыв в должности 12 лет. Он поддержал расширение Чаттануги, и строительство мостов было частью этого плана.

### Сооружение
После постоянных усилий, с целью получить одобрение федеральных и государственных чиновников, мэру Олджиати было выделено 100 млн долларов на развитие города. По результатам реализации концепции развития города, Чаттануга стал первым крупным городом Теннесси, который имел полностью завершенную транспортную систему. Новый мост был построен в основном из-за чрезмерно загруженных и переполненных мостов на Маркет-стрит и Уолнат-стрит. Проект строительства был утвержден в 1954 году, а строительство началось в следующем году. Чтобы начать процесс строительства, необходимо было снести около тысячи зданий, и переселить около 1400 семей. Мост был открыт для движения в 1959 году. Первоначально мост назывался мостом на Чедр-стрит, но вскоре был переименован в мост Олджиати. Мост построен из двутавровых балок, которые состоят из стальных пластин, размещенных вместе, чтобы удерживать мост. Известно, что стальные мосты стоят дороже, но их строительство гораздо эффективнее и безопаснее.

### Реконструкция
Начиная с февраля 1999 года, мост Олджиати был расширен с четырёх до шести полос. Это было достигнуто путём дополнительных расширяющихся стальных балок к опорам моста. Проект реконструкции, после неоднократного срыва сроков, был завершён в феврале 2003 года.
В 2011 году городской департамент транспорта объявил о плане добавить ещё две полосы на мост. Задел для увеличения количества полос движения был уже сделан в первом проекте расширения. Новая реконструкция моста началась в конце 2015 года, и, как ожидается, будет завершена к 2019 году.